# Constance Perkins House

La Constance Perkins House es una casa diseñada por Richard Neutra y construida en Pasadena, California, en 1952-55.

## Diseño y construcción
En 1947, Constance Perkins comenzó a trabajar como profesora de Historia del Arte en el Occidental College y allí conoció a Richard Neutra, y finalmente le pidió que diseñara su casa. 
Cuando Neutra estaba diseñando la casa para ella "tuvo que reexaminar la vivienda unifamiliar y rehacer los patrones convencionales del tipo".  La casa en sí se encuentra en una pequeña colina en Pasadena, California.  "La pequeña casa fue construida con materiales de bajo costo, madera, yeso y vidrio; una viga de araña extendió el espacio proyectándose en un pequeño estanque reflectante que serpentea a través de una de las paredes de vidrio de la casa. También midió las dimensiones físicas de sus clientes.  Constance Perkins era una mujer pequeña, por lo que le escaló la casa".
Neutra y Perkins trabajaron estrechamente en el desarrollo del edificio. En agosto de 1953, Perkins le envió a Neutra una lista de "Me gusta y no me gusta" con su autobiografía para que Neutra pudiera tener una idea de lo que quería exactamente para su nuevo hogar.
En octubre de 1953, Neutra completó los dibujos preliminares de su casa y, luego de su aprobación y construcción, a Perkins finalmente se le permitió mudarse a su nuevo hogar en diciembre de 1955.  La casa Perkins es uno de los diseños más pequeños de Neutra. Fue formateado especialmente para Perkins y su presupuesto.  La casa consiste en "una piscina libre que se extiende hacia la sala de estar".  Al parecer, Neutra y Perkins tuvieron algunos desacuerdos sobre cómo debería verse la piscina. No quería que fuera de una naturaleza surrealista, sino "algo relajante y más íntimo". El costo final de la casa fue de alrededor de 17.166 $, que superó su presupuesto original, sin embargo, estaba contenta con los resultados.
Tanto Perkins como Neutra fueron influenciados por la revista Arts and Architecture de John Entenza. La revista presenta una gran cantidad de obras de Neutra y otros arquitectos famosos. "El propósito declarado [de la revista] fue presentar un diseño bueno y contemporáneo para el público en su mayoría no entendido y empujar a sus suscriptores estudiantes profesionales y arquitectos hacia un camino más verdadero.  Los resultados fueron notables y los lectores de A&A, que tenían la arquitectura y el arte cerca de sus corazones, se acurrucaban con una taza de café durante aproximadamente una hora para leer el último número de la revista".  Perkins vio una gran cantidad de diseños de Neutra en esta revista y sin duda la inspiró aún más para que diseñara su propia casa. 
La casa de Perkins es influyente en la arquitectura moderna debido a su diseño y al tipo de familia que ocuparía ese espacio. La propia Perkins era una mujer soltera que había elegido una carrera sobre una familia.  No solicitó ningún dormitorio principal, ya que preferiría dormir en su lugar de trabajo. Quería un espacio "como entorno doméstico en el que la creatividad individual y el trabajo, en lugar de las actividades familiares y de ocio, fueran el concepto central".

## Constance Perkins
Constance Perkins nació en Denver en 1913. Su padre era médico y su madre era inválida. Estudió arte y obtuvo su licenciatura en la Universidad de Denver. En 1937 obtuvo su maestría en Historia del Arte en Mills College en Oakland .
Perkins murió en marzo de 1991 y dejó la casa a la Biblioteca y Galería de Arte de Huntington en la que trabajó como voluntaria los últimos años de su vida. La casa ahora es de propiedad privada.

## Citas
La crítica de Constance Perkins sobre el libro Survival Through Design de Richard Neutra : 
- "El mayor disfrute derivado de las re-lecturas de Survival Through Design puede obtenerse de la manera única y penetrante en que el autor ha relacionado las numerosas filosofías del racionalismo del siglo XVIII a través de los conceptos de una experiencia del espacio-tiempo del siglo XX, a los problemas del diseño contemporáneo".[5]